# Walter Stühmer
Walter Stühmer (* 4. November 1948 in Bogotá, Kolumbien) ist ein deutscher Physiker.

## Werdegang
Nach dem Studium der Physik und Promotion an der Technischen Universität München im Jahr 1980 war Stühmer von 1980 bis 1983 zunächst wissenschaftlicher Mitarbeiter an der Washington University.
Ab 1983 war er als wissenschaftlicher Mitarbeiter am Max-Planck-Institut für biophysikalische Chemie in Göttingen angestellt, bevor er 1992 als Direktor und wissenschaftlicher Mitarbeiter zum Max-Planck-Institut für experimentelle Medizin wechselte, welches ebenfalls in Göttingen angesiedelt ist. Dort war als Leiter der Abteilung Molekulare Biologie Neuronaler Signale auf dem Gebiet der Ionenkanalforschung tätig. Von 1995 bis zu seiner Emeritierung 2016 lehrte er als Honorarprofessor an der Georg-August-Universität Göttingen.
Stühmer war Aufsichtsratsmitglied der Gesellschaft für wissenschaftliche Datenverarbeitung mbH Göttingen (GWDG). Zusammen mit Erwin Neher und Diethelm Richter gründete er 2000 das European Neuroscience Institute in Göttingen.
Seit seiner Emeritierung 2016 leitet er die Arbeitsgruppe Optogenetik am Max-Planck-Institut für Multidisziplinäre Naturwissenschaften in Göttingen.